# Pares fundadors dels Estats Units

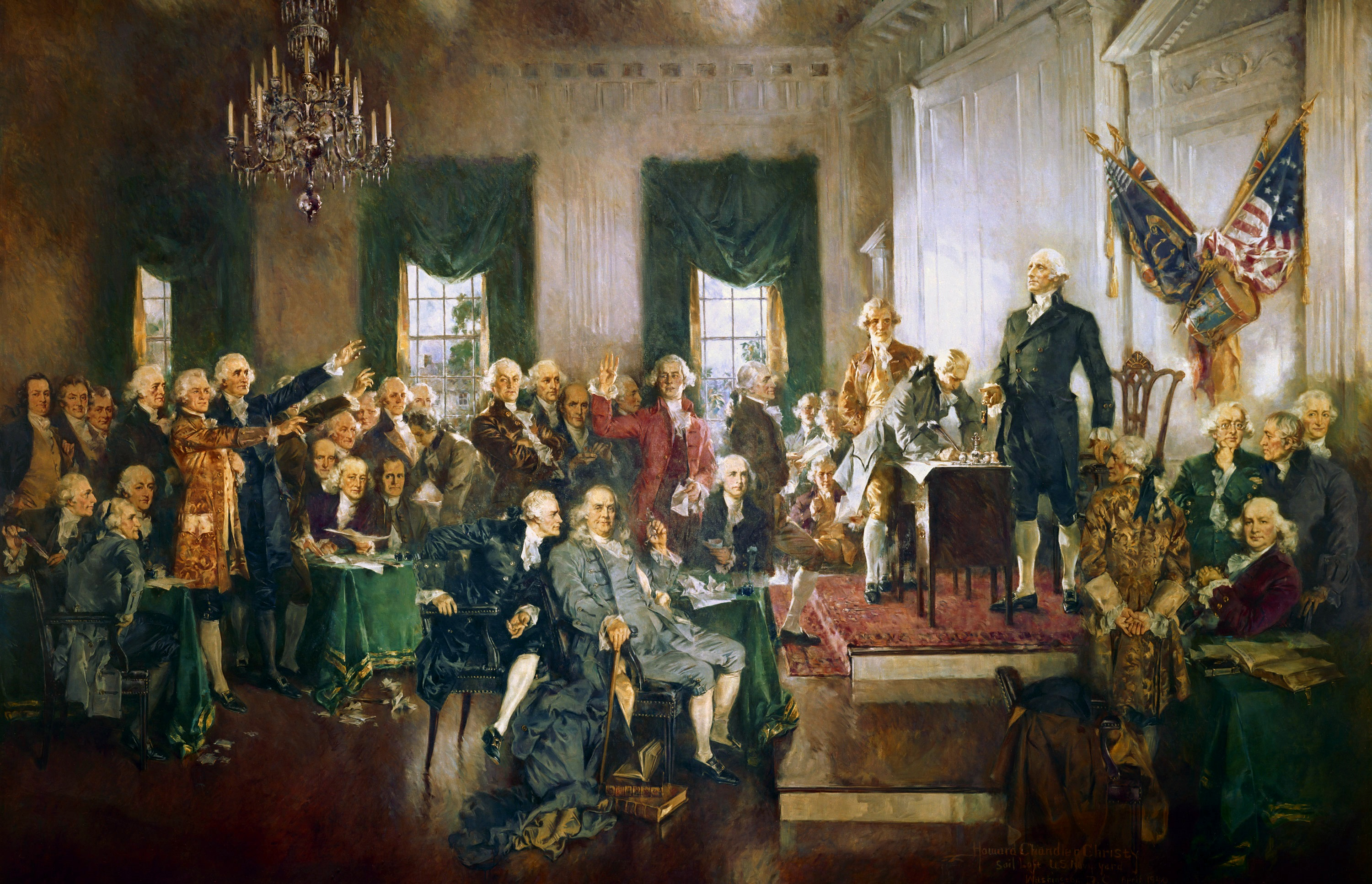
Signatura de la Constitució dels Estats Units, de Howard Chandler Christy.

Els pares fundadors dels Estats Units (en anglès, Founding Fathers of the United States) foren els líders polítics que signaren la Declaració d'Independència dels Estats Units, participaren en la Revolució Americana o contribuïren a redactar la Constitució dels Estats Units uns anys més tard. Entre ells, destaquen per la seva importància històrica Benjamin Franklin, George Washington, John Adams, Thomas Jefferson, John Jay, James Madison, Thomas Paine i Alexander Hamilton.